# 소가촌 (가나가와현)
소가촌(일본어: 曽我村)은 일본 가나가와현 아시가라카미군에 존재했던 촌이다. 현재의 오이정의 남서부에 해당한다.

## 역사
- 1889년 4월 1일 - 정촌제 시행에 의해 아시가라카미군 소가촌이 성립하였다.
- 1956년 4월 1일
  - 오다와라시에 편입되었다.
  - 가네다촌, 소와촌과 합병해 오이정이 성립하였다.

## 교통

### 철도
- 일본국유철도 (현 동일본 여객철도)
  - 사가미하라선

## 참고 문헌
- 角川日本地名大辞典編纂委員会,『角川日本地名大辞典 神奈川県』1984, 角川書店